# Bembidion oberthueri
Bembidion oberthueri es una especie de escarabajo del género Bembidion, familia Carabidae. Fue descrita científicamente por Hayward en 1901.
Habita en Canadá y los Estados Unidos.